# Кавалли, Роберто
Робе́рто Кава́лли (итал. Roberto Cavalli; 15 ноября 1940[…], Флоренция, Флоренция, Королевство Италия — 12 апреля 2024, Флоренция, Италия) — итальянский модельер, основатель дома моды Roberto Cavalli. Бизнес-империя, созданная Кавалли и с 2019 года принадлежащая Хуссейну Сайвани, оценивается более чем в миллиард долларов.

## Биография

### Детство и юность
Роберто Кавалли родился 15 ноября 1940 года во Флоренции (Королевство Италия). Раннее детство провёл в шахтёрском посёлке Виллини в Кастельнуово деи Саббиони в 50 км от Флоренции, где его отец Джорджо Кавалли работал маркшейдером. До этого служа в армии, он был участником оккупации Албании. Джорджо погиб от рук нацистских солдат дивизии «Герман Геринг» 4 июля 1944 года во время массового убийства в Каврилье. Сразу после этого овдовевшая Марчелла Росси с двумя детьми в разгар боевых действий смогла перебраться к своему отцу во Флоренцию. Джузеппе Росси, дед Роберто, был известным в регионе портретистом (две картины его работы выставлены в Галерее современного искусства Палаццо Питти) и преподавал живопись в Школе для благородных девиц на улице Мильтон. Все вместе они жили в доме № 89 по улице Маральяно. Мать держала лавку по продаже угля, в которой Роберто ей помогал.
В середине 1950-х годов, после развода со вторым мужем, Роландо Фратини, его мать вместе с дочерью Лиеттой основала ателье по пошиву одежды «Марчелла, оригинальные модели» (с 1970 года — «Мали»).
Роберто учился в школе Россини, окончил начальную школу в 1951 году. У него были большие проблемы с успеваемостью — его оставляли на второй год, и он с трудом сдавал экзамены. Чтобы получить аттестат средней школы, его перевели в частную школу имени Кавура. Затем он учился на администратора гостиницы в «Институте гостиничного дела» в Абано-Терме, где жила сестра матери Джулиана. Показав неудовлетворительные результаты по итогам первого учебного года, в следующем он безуспешно пытался освоить бухгалтерский учёт, однако в итоге был отчислен.
В период учёбы в колледже он увлёкся рок-н-роллом, однако быстро понял, что у него нет способностей, чтобы играть в группе. Тогда Роберто занялся организацией вечеринок и дискотек для студентов, что было в новинку во Флоренции. Его друзья из группы обеспечивали музыкальное сопровождение, он же занимался рекламой и распространением билетов, наняв несколько десятков студентов, которые получали процент с продаж. Джорджо Габер, оказавшийся однажды на его вечеринке и спевший там свою новую песню, натолкнул Роберто на идею, что его мероприятия могут служить хорошей рекламой для новых пластинок, увеличивая число их продаж. Он стал искать контакты с директорами известных певцов и в конце концов добился того, что на его студенческой дискотеке выступила такая знаменитость, как Фред Бускальоне.
После отчисления из колледжа семья потребовала от Роберто найти себе работу. Чтобы иметь возможность продолжать свой музыкальный бизнес и заодно продолжать веселиться на вечеринках, Роберто требовалось сохранять статус студента — тогда он упросил мать дать ему шанс и позволить учиться в Училище искусств во Флоренции (Istituto d’Arte in Florence), где до этого училась его сестра Лиетта. Записавшись на курс по оформлению интерьеров со специализацией по тканям для мебели, он начал изучать технику ткачества на ручном станке и различные виды печати на ткани, что крайне увлекло его. Продолжая своё музыкальное дело, он создавал рекламные постеры для дискотек.
Преподаватель Брини познакомил Роберто с Джанфранко Мази — сын крупного владельца красилен пришёл в училище для освоения техник печати на ткани и оказался мужем племянницы бывшего отчима Роберто. Объединённые общим интересом, они вместе начали эксперименты с красителями и методами печати. Пропадая допоздна в мастерской, Роберто забросил общеобразовательные занятия, посещая лекции только по специальности. В итоге он отказался от экзаменов и так и не получил диплом. Осознав, что для Джанфранко мастерская лишь хобби, тогда как для него — настоящее призвание, он отделился от родственника и на свои небольшие сбережения открыл собственное дело, купив 6-метровый печатный стол и сняв гараж для него неподалёку от дома. Банковский счёт компании Роберто открыл на имя матери, так как ему ещё не исполнился 21 год и по закону он не был совершеннолетним. Его дело быстро продвинулось благодаря подруге по учёбе Элене Маннини, работавшей дизайнером на местной трикотажной фабрике «Мотта Ангора» и начавшей вместе с Роберто делать цветную печать на нераспроданных однотонных свитерах их производства. Идея имела успех. Получив первые заказы, Роберто нанял двух помощников, купил 20-метровый стол для печати и снял новую мастерскую на улице Тальяферри. Купив также себе машину, «Фиат-500», он стал постоянно ездить в Комо, на север Италии, чтобы лучше разобраться с технологиями, традиционно применяемыми в этой столице текстильной печати. Благодаря мастеру Гвидо Бараттери, он освоил метод натягивания ткани на раму и печать по шерсти и шёлку. Работая с трикотажем, он предложил производителям метод печати не на цельном полотне, а на самом изделии с несшитыми рукавами и боковыми швами, что позволяло получить цельный рисунок, плавно переходящий с одной части вещи на другую.
Наладив печать на трикотаже из шерсти и кашемира, Роберто стал получать от трикотажных фабрик регулярные заказы. Для расширения производства он нанял более 20 сотрудников и переехал в промышленный цех в районе Османноро, где установил два стола для печати, по 32 м каждый, и обустроил вентиляцию для убыстрения процесса сушки. Во время наводнения 1966 года весь его цех был затоплен водами реки Арно, вышедшей из берегов. Роберто пришлось всё начинать сначала. Клиенты пошли ему навстречу, и уже через месяц он смог наладить производство вновь.
В начале 1970-х годов Кавалли изобрёл и запатентовал новейшую процедуру[какую?] нанесения рисунков на кожу и представил публике свои работы в области лоскутной техники.
Парижские дома моды Hermès и Pierre Carden купили у Кавалли право на использование его технологии — эти деньги Роберто решил вложить в создание собственной коллекции.

### Карьера модельера
В возрасте 30 лет Кавалли представил свою первую коллекцию женской одежды прет-а-порте на неделе моды в Париже — костюмы из крашенной кожи привлекли внимание критиков и клиентов. В 1972 году он провёл свой первый показ мод в знаменитом флорентийском особняке Палаццо Питти и в этом же году открыл свой первый модный бутик в Сен-Тропе (Франция).

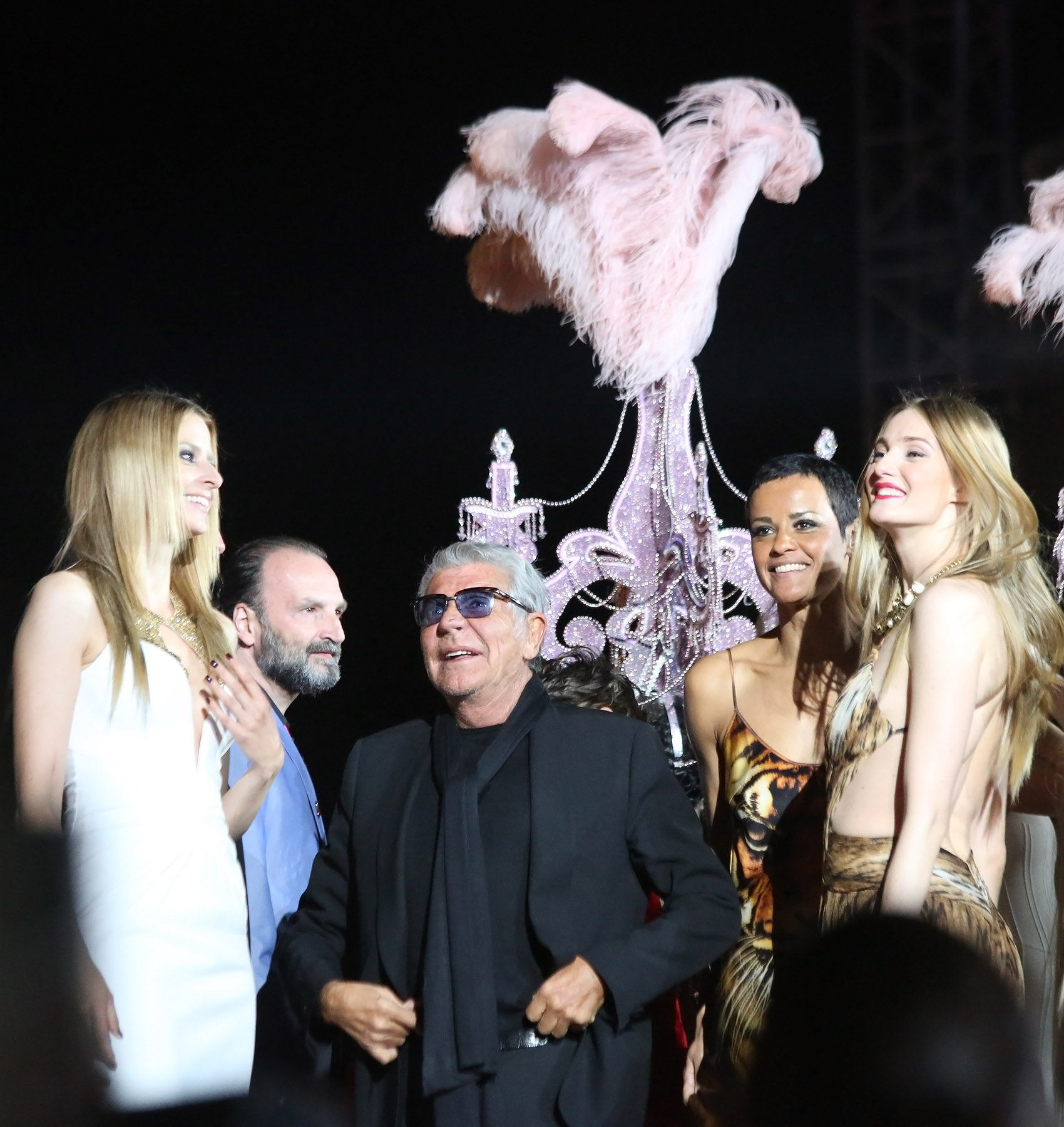
Роберто Кавалли с манекенщицами после показа мод для благотворительного бала Life Ball в Венской ратуше, 2013 год

Струящийся шёлк с ярким, необычным принтом и сексапильный силуэт нарядов от «Кавалли» нравились клиентам и хорошо продавались, однако настоящая популярность пришла к дому моды в 1990-е годы, когда Роберто переосмыслил использование денима и вывел джинсы на подиум. В 1988 году модельер начал делать цветную печать на дениме, в 1994 году придумал подвергать эту плотную материю пескоструйной обработке, а в 1995 году, разработав в сотрудничестве с компанией Lycra эластичную джинсовую ткань, представил публике облегающие джинсы-стретч. Все эти идеи имели огромный успех и задали новый тренд в моде. Кардинально изменив силуэт джинсовых брюк, Кавалли сделал их наличие обязательным в женском гардеробе.
В 1998 году Кавалли запустил линию Just Cavalli: мужская и женская одежда, аксессуары, очки, часы, парфюмерия, нижнее бельё и пляжная одежда.

### Другие проекты
В 2004 году Кавалли выступил спонсором выставки Wild. Fashion untamed («Неприрученная мода») в Метроролитен-музее, где были представлены его работы.
В 2007 году создал капсульную коллекцию для шведского бренда H&M, которая была распродана в течение нескольких часов. В том же году создал костюмы для шоу воссоединившейся группы Spice Girls. Также создавал наряды для выступлений таких певиц, как Ариана Гранде, Рита Ора, Кристина Агилера, Дженнифер Лопес, Кьяра и Ники Минаж.
Известный своими шумными вечеринками в Сан-Тропе, в 2005 году Кавалли выпустил водку под своим именем. Он также открыл собственное кафе в центре Флоренции, а затем и ресторанную сеть.
Приобретя в регионе Кьянти винодельню Tenuta degli Dei, в 2007 году он представил два вида вина собственного производства. Этот бизнес он поручил своему сыну Томмазо, пообещав использовать для вина в том числе и виноград со своего личного виноградника.
В 2008 году создал дизайн трёх «рубашек» для лимитированной коллекции (300 тысяч бутылок) диетической «Кока-Колы».

### Продажа бизнеса
В апреле 2008 года Кавалли объявил о поиске покупателя для своего бизнеса. По некоторым оценкам, сумма сделки составляла почти полмиллиарда долларов.
В 2015 году фонд Clessidra SGR приобрёл 90 % акций Roberto Cavalli; остальной пакет акций разделили ещё несколько фирм и сам модельер. После этого Роберто Кавалли официально вышел в отставку. В марте 2015 года главным дизайнером бренда был назван норвежский модельер Питер Дундас, до этого в течение семи лет создававший коллекции для дома моды Emilio Pucci. В июле 2016 года для руководства компанией был приглашён бывший директор Versace Джан-Джакомо Феррарис (Gian Giacomo Ferraris) — несколько месяцев спустя, в октябре, Дундас покинул свой пост. В мае 2017 года был назван новый дизайнер марки — англичанин Пол Сарридж, представивший в сентябре в Милане свою первую коллекцию для Cavalli «весна/лето—2018».
В конце 2019 года Roberto Cavalli через инвестиционный фонд Vision Investments приобрёл  арабский бизнесмен Хуссейн Сайвани, до этого сотрудничавший с Кавалли через свою девелоперскую компанию DAMAC.

### Личная жизнь и смерть

#### Семья

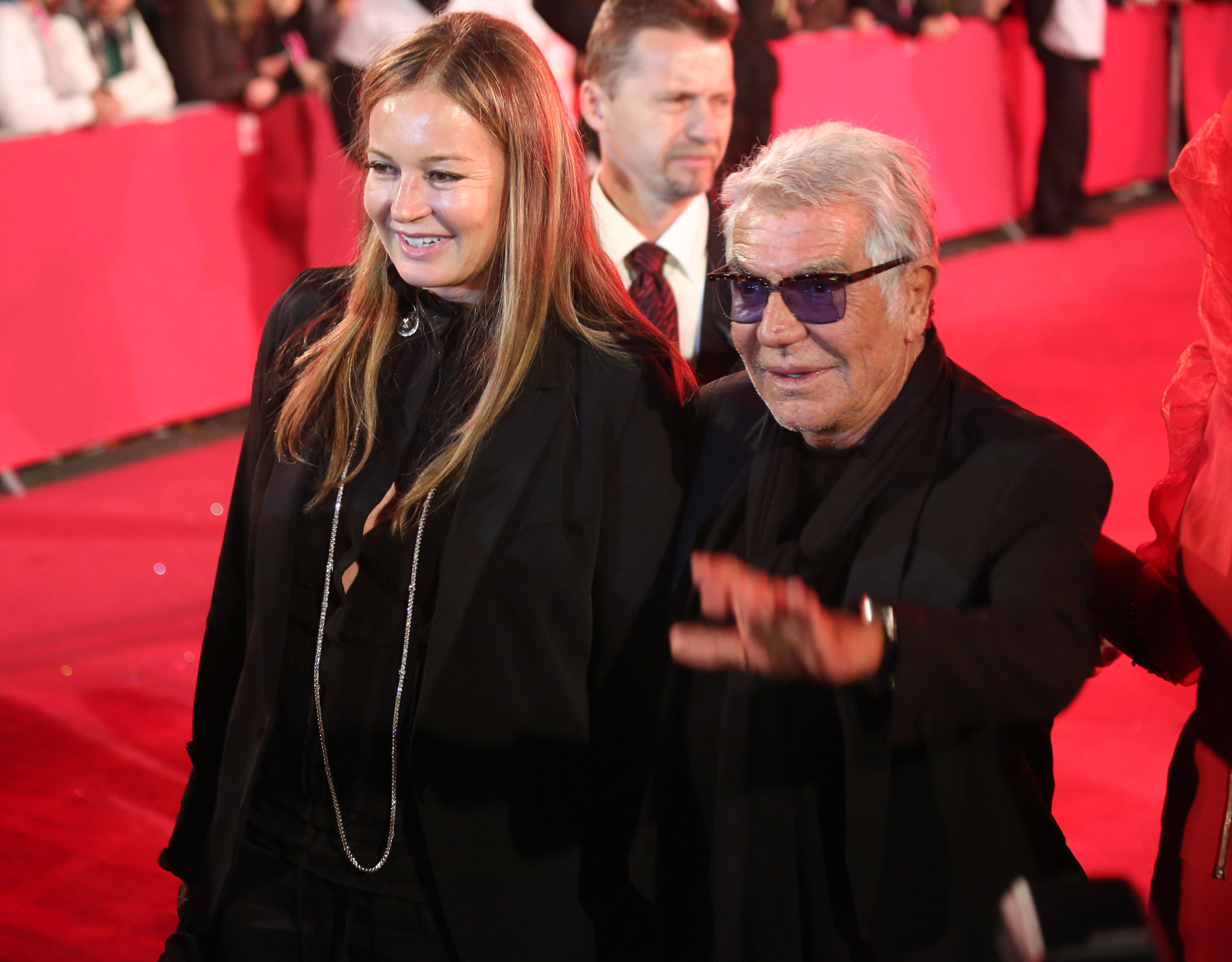
Роберто и Ева Кавалли на красной дорожке Life Ball в Венской ратуше, 2013

Первая жена — Сильванелла Джаннони. Родители девушки не воспринимали Роберто серьёзно, как юношу без образования и стабильного источника дохода; они запрещали им встречаться. В этом браке родились дочь Кристиана и сын Томмазо.
В 1977 году Кавалли был членом жюри конкурса красоты «Мисс Вселенная 1977», проходившего в Доминикане. Его фавориткой сразу стала «Мисс Австрия» Ева Дюрингер — благодаря протекции Кавалли она заняла 2-е место, став 1-й вице-мисс. В том же году Ева стала полуфиналисткой конкурса «Мисс мира», а в 1978 году выиграла конкурс «Мисс Европа», однако по требованию Кавалли, с которым начала встречаться, отказалась от титула.
У Роберто и Евы родилось трое детей: дочь Ракеле (1983) и сыновья Даниеле (1986) и Роберт (1993). Семья жила на собственной вилле недалеко от Флоренции. Официальный брак был оформлен в 1989 или 1990 году, в 2010 году пара оформила развод.
В 2014 году у Роберто Кавалли завязались близкие отношения с шведской моделью Сандрой Нильссон. В 2023 году у пары родился сын, которого назвали Джорджио в честь отца Кавалли.

#### Смерть
Роберто Кавалли умер в своём доме во Флоренции, Италия, 12 апреля 2024 года в возрасте 83 лет после длительного периода плохого здоровья.

#### Хобби
Кавалли был заядлым любителем транспорта. С юности он увлекался автомобилями и быстрой ездой; он стал покупать машины, как только начал зарабатывать деньги. Живя в Париже, регулярно ездил на машине во Флоренцию и обратно. Также он был яхтсменом. Обосновавшись в середине 1970-х в Сен-Тропе, жил там на своей 11-метровой яхте и часто выходил на ней в плаванье. Однажды совершил с детьми путешествие из Виареджо через Капри, остров Итака, Грецию и Кипр в Тель-Авив. Пришвартовав там яхту и улетев в Италию самолётом, вернувшись спустя несколько месяцев он обнаружил, что его судно практически погибло, брошенное нанятыми людьми без присмотра. Следующей его яхтой стала 16-метровая Arboc, для которой он приобрёл стояночное место в порту Кавалло.
В 1977 году Кавалли увлёкся вертолётами. Вскоре он получил в Орли права пилота и купил в кредит вертолёт Aérospatiale. На нём Роберто самостоятельно летал в Париж и даже совершил попытку перелёта через Монблан.
Модельер очень любил животных, в его доме жили собаки, шимпанзе и попугаи; за городом он держал павлинов и лошадей. Большой любитель верховой езды и скачек, он основал на своей ферме в Панцано хозяйство по разведению скакунов под названием «Коневодческая ферма богов», также его лошади тренировались в Майями. Его сын Томмазо получил соответствующее образование и занялся разведением породистых лошадей профессионально.

## Стиль Кавалли
Кавалли предпочитал, чтобы его называли не «дизайнером», а «художником моды». Характерные черты его стиля: рисунки, имитирующие шкуры животных, использование мягкой кожи, лоскутная техника, декорирование вещей блёстками и стразами.

## Цитаты
- «Я осознал, что рыбы, змеи, тигры — все они имеют фантастический наряд. Я понял, что Бог — лучший в мире модельер. Так что я просто начал копировать Бога»
- «Мода, которая не безумна — это не мода».
- «Женщина не должна быть идеальной, быть идеальным — это скучно».
- «Для меня главная роскошь в жизни — это быть свободным. Роскошь это не только красота и сколько денег ты можешь потратить, главная роскошь — это личная свобода для каждого».
- «Вечеринка? Как я могу пропустить вечеринку? Я и есть вечеринка!».
- Кавалли не признавал американскую моду и заявлял, что американская мода ужасна и на неё невозможно смотреть.

## Бутики

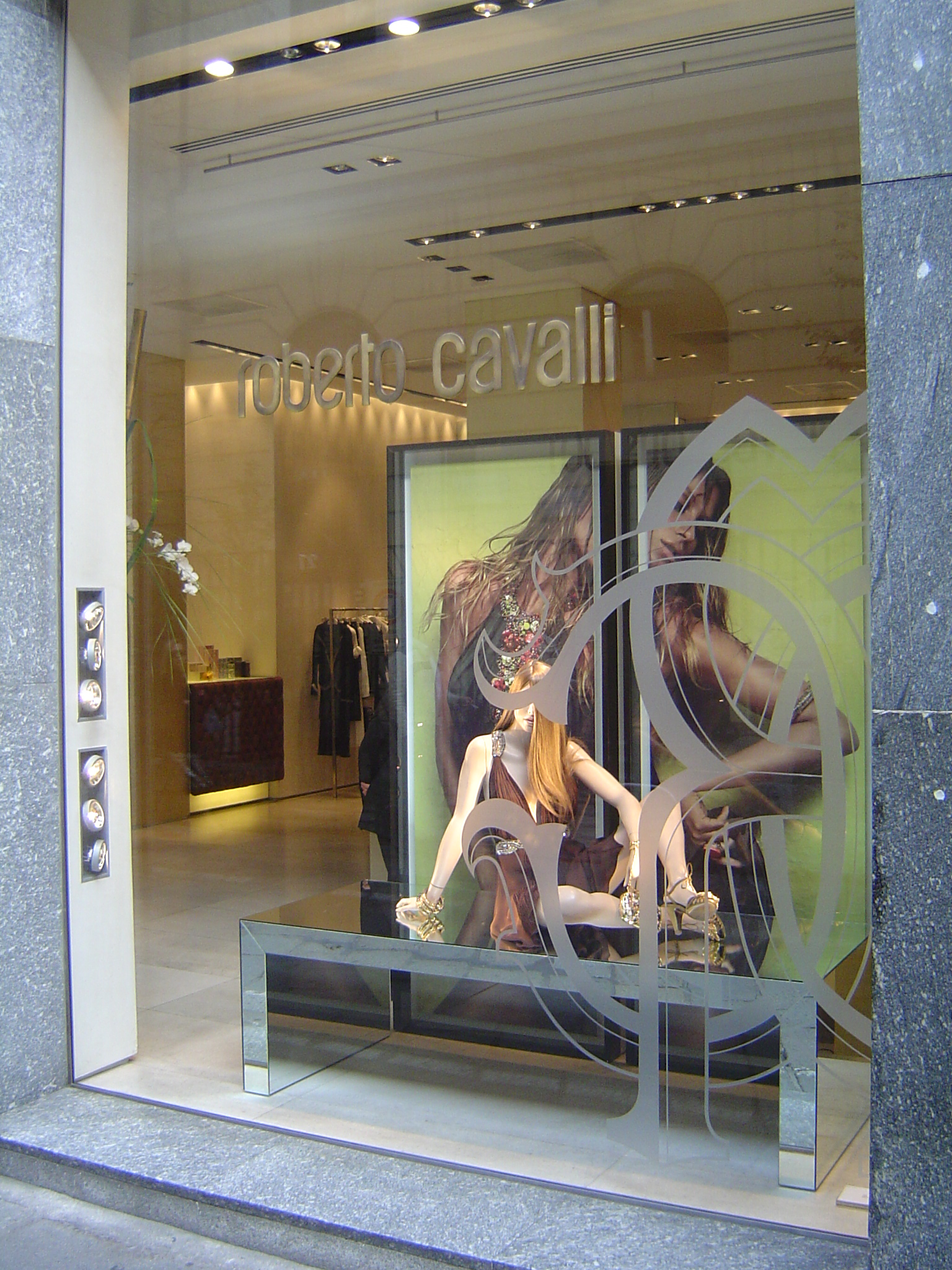
Бутик Роберто Кавалли в Милане.

Бутики Роберто Кавалли открыты по всему миру:
- США (Нью-Йорк, Беверли-Хиллз, Бол-Харбор (Флорида), Бока-Ратон (Флорида), Бостон, Даллас, Коста-Меса (Калифорния), Лас-Вегас, Сан-Франциско)
- Италия (Флоренция, Милан, Венеция, Капри)
- Франция (Париж, Сан-Тропе)
- Россия (Москва)
- Великобритания (Лондон)
- Мексика (Мехико)
- Кувейт
- Ливан (Бейрут)
- Саудовская Аравия (Эль-Хубар, Джидда)
- ЮАР (Сэндтон, пригород Йоханнесбурга)
- Бразилия (Сан-Пауло)
- ОАЭ (Дубай)
- Индия (Нью-Дели)
- Венгрия (Будапешт)
- Украина (Киев)